# بیل مک‌درموت
بیل مک‌درموت، (به انگلیسی: Bill McDermott) (زاده ۱۹۶۲) کارآفرین، بازرگان و مدیر ارشد اجرایی آمریکایی است، که در حال حاضر به‌عنوان مدیر عامل اجرایی و رییس هیئت مدیره شرکت اس آ پ فعالیت می‌کند.